# Glashütte

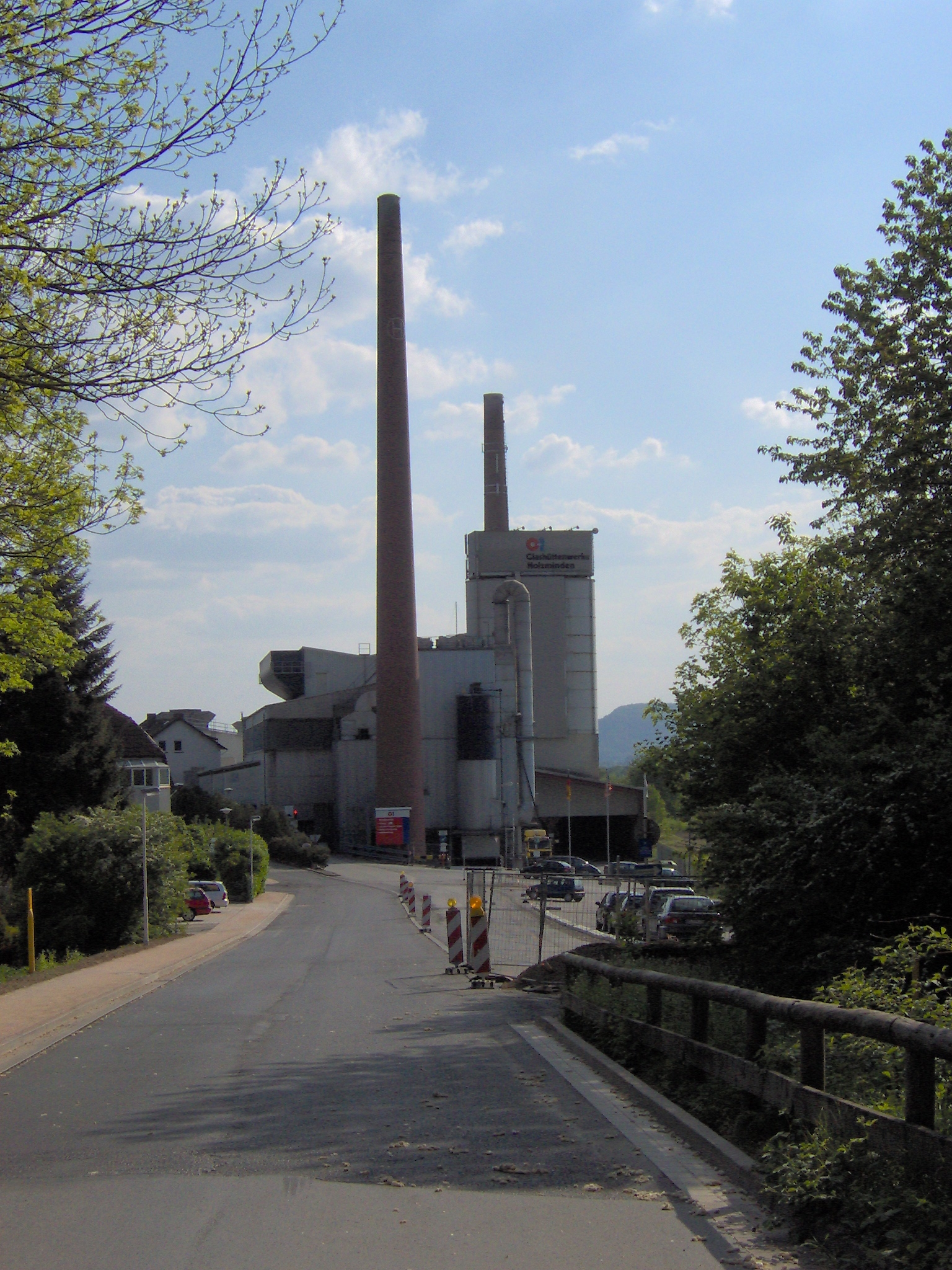
Modernes Glashüttenwerk in Holzminden (O-I glasspack GmbH & Co. KG)

Im Inneren einer Glashütte mit modernem Hafenofen (links Kühlöfen)

Eine Glashütte ist eine Produktionsstätte für Glas und Glasprodukte. Spezielle Berufe sind dabei Glasmacher und Glasbläser. Nicht hinzu zählen Weiterverarbeitungsstätten wie Glasschleifereien.

## Beschreibung

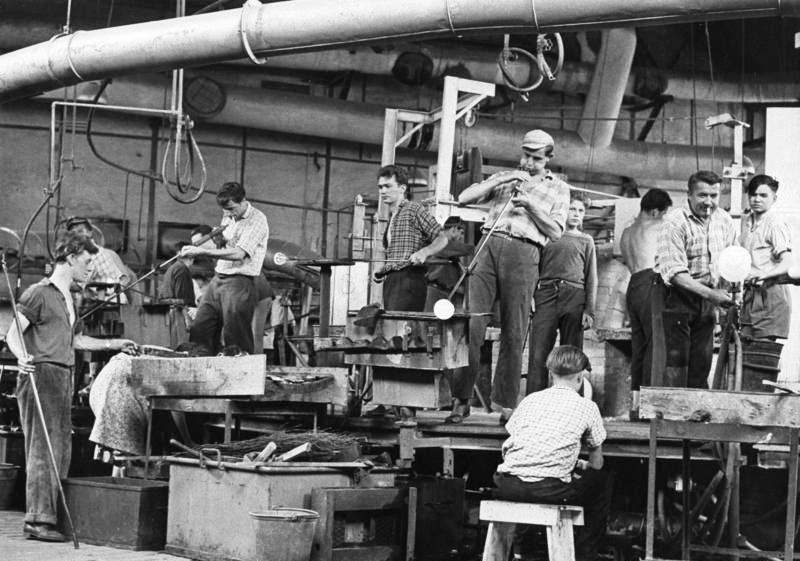
Arbeit in einer Glashütte mit Hafenofen, 1958 (Peill & Putzler, Düren)

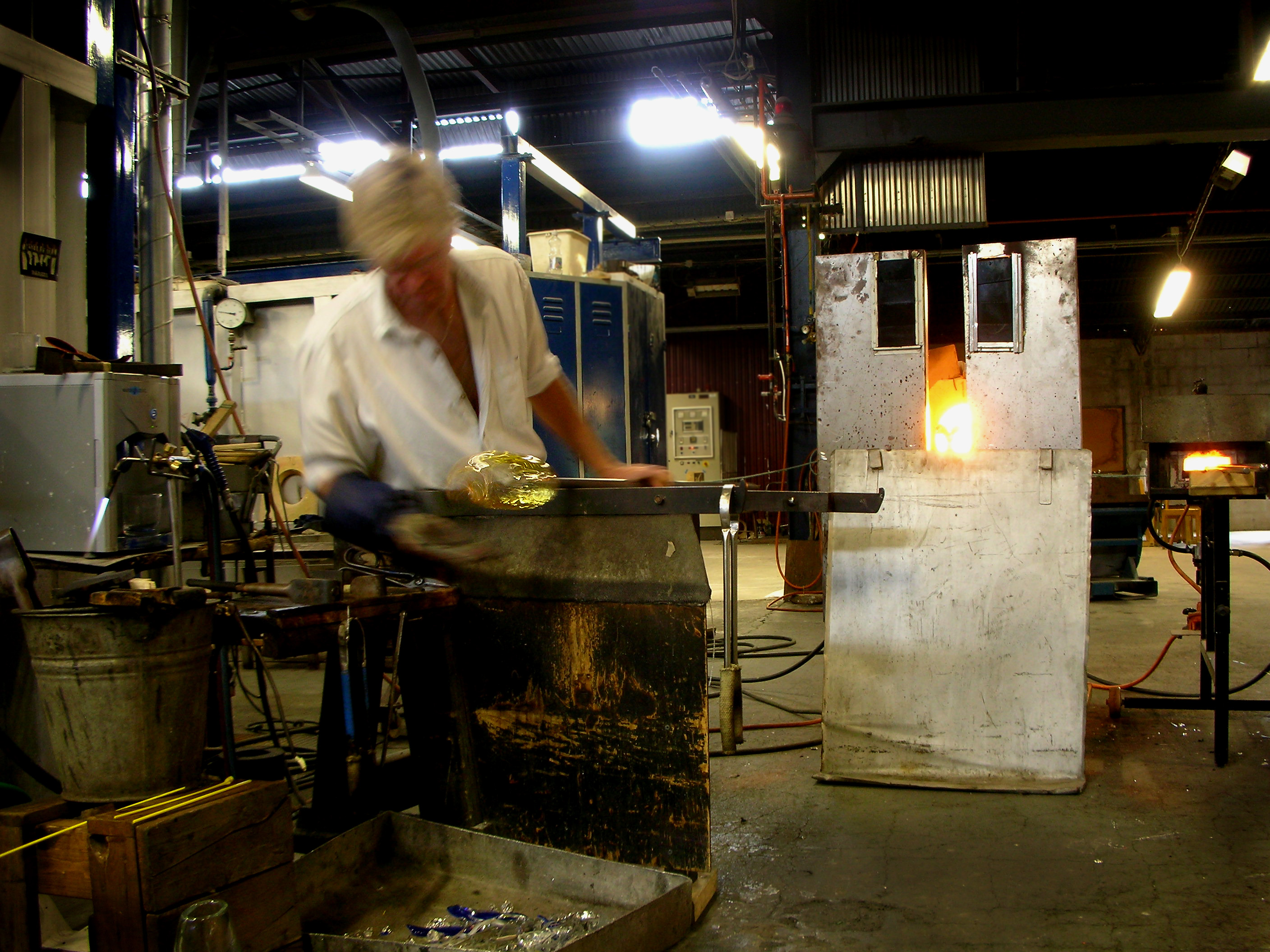
Arbeiter in der Glashütte von Rejmyre mit Hafenofen, Finspång, Schweden

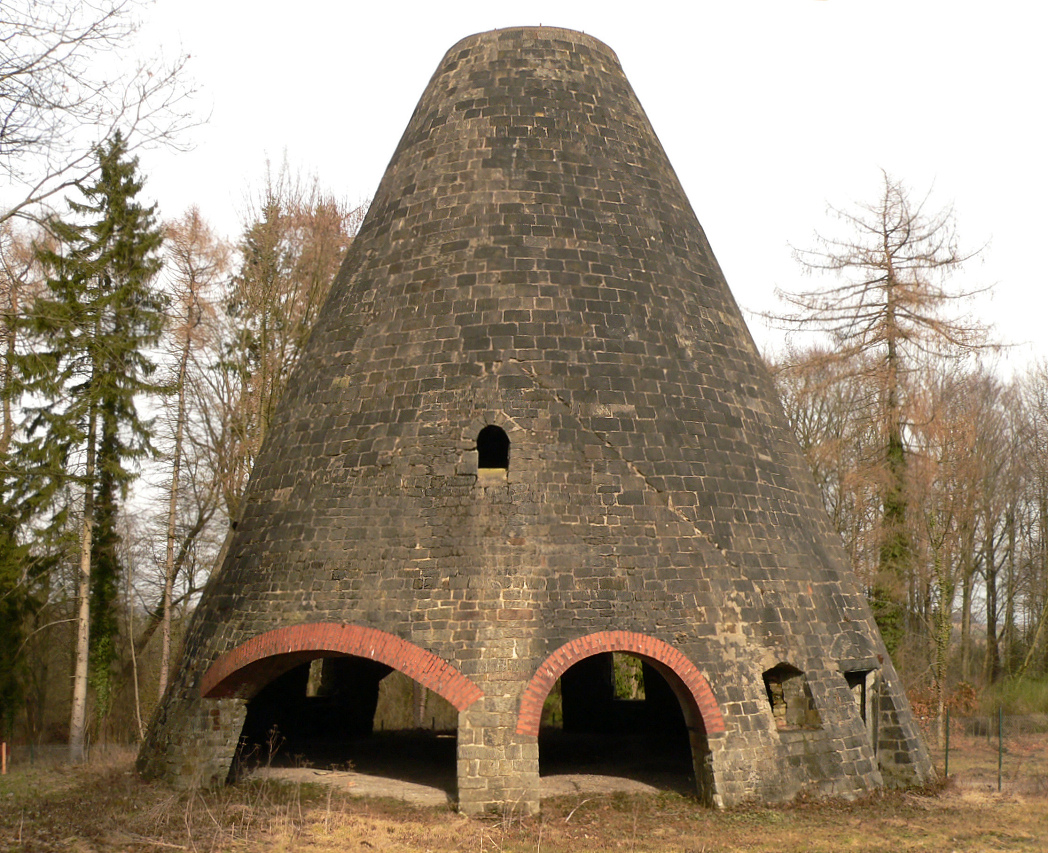
Der 1839 erbaute Glashüttenturm der Glashütte Steinkrug

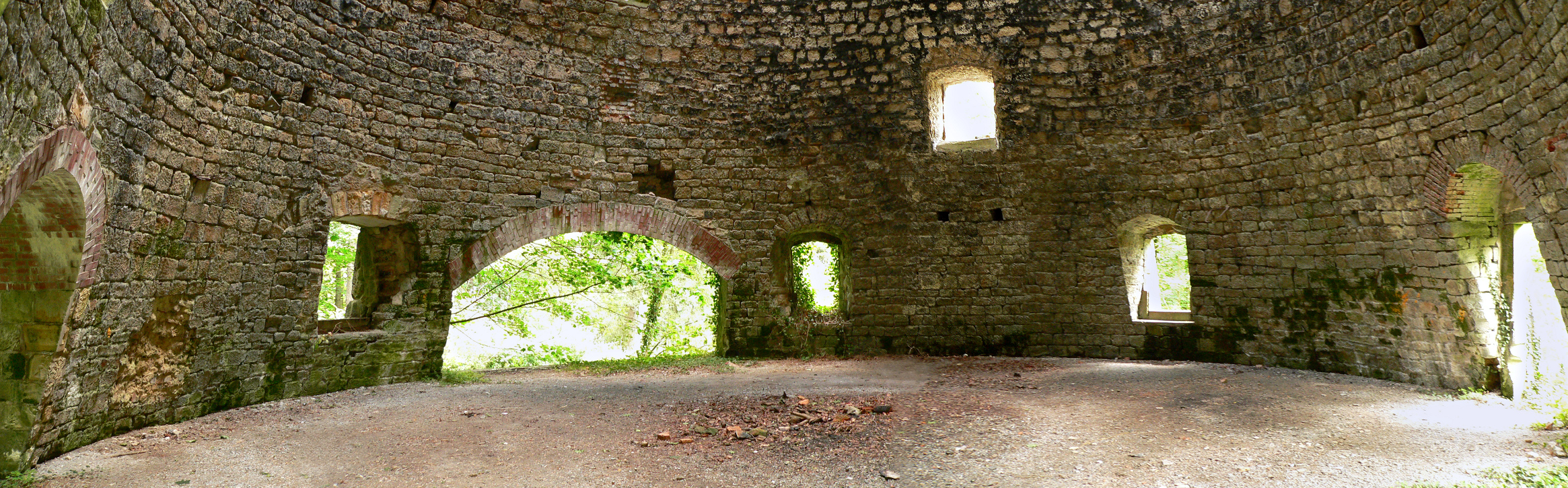
Das Innere des Glashüttenturms in Steinkrug

Eine Glashütte besteht aus Lagern für die Rohstoffe Quarzsand, Soda (Natriumcarbonat, Na2CO3), Pottasche (Kaliumcarbonat, K2CO3), Manganoxid und Metalloxid, einem sogenannten Gemengebunker zum Mischen dieser Rohstoffe nach genauen individuellen Rezepten, Ofenanlagen zum Schmelzen des Gemenges, Verarbeitungsstätten, Kühlöfen zum langsamen kontrollierten Abkühlen der Werkstücke zur Vermeidung von Spannungsrissen, und sonstigen Hilfseinrichtungen für die Produktion sowie Lagerstätten für Fertigwaren.
In industriell betriebenen Glashütten (z. B. Flachglas-, Behälterglaserzeugung) stellen Prüfmaschinen zur Qualitätskontrolle, Dekorations- und Verpackungsanlagen einen weiteren bedeutenden Teil der hüttentechnischen Ausstattung dar.
Bei den Ofenanlagen wird unterschieden zwischen Schmelzwannen, die überwiegend bei der maschinellen Produktion von Massenware zum Einsatz kommen, und Hafenöfen für die manuelle Produktion von hochwertigen Glasgegenständen, wobei letztere allerdings zunehmend durch Klein- und Kleinstwannen abgelöst werden.
Glashütten, die Behälterglas produzieren, kennzeichnen ihre Produkte in der Regel am unteren Rand oder auf dem Boden mit der Glasmarke der jeweiligen Hütte. Die Herstellung von mund- und handgearbeitetem Flachglas ist sehr selten geworden, ein Beispiel ist die Glashütte Lamberts.

## Geschichte
Die älteste bekannte Glashütte, sie stammt aus dem 13. vorchristlichen Jahrhundert, wurde in Qantir-Piramesses (Ägypten) gefunden.
In Europa fanden die Glasherstellung und die Glasverarbeitung bis ins 11. Jahrhundert in separaten Werkstätten statt. Im Mittelalter entstanden nördlich der Alpen in stark bewaldeten Gebieten (zum Beispiel Böhmerwald) sogenannte Waldglashütten, die zur Gewinnung der für die Glasherstellung benötigten Pottasche in Aschenhäusern und zur Befeuerung der Schmelzöfen große Mengen an Brennholz verbrauchten und ihren Standort entsprechend dem Holzangebot wechselten.
Ab dem 17. Jahrhundert wurden die Glashütten sesshaft. In England fand damals die Umstellung auf Koksbefeuerung statt. In Deutschland gab es seit der industriellen Revolution bis zur Deutschen Wiedervereinigung besonders viele Glashütten in der Lausitz, die durch ihre reichen Kohle-, Wald- und Sandvorkommen besonders gute Bedingungen hatten und dadurch viele Glasmacher anzogen und auch ausbildeten. In Weißwasser/Oberlausitz gab es dadurch mit elf an der Zahl eine besonders hohe Dichte an Glashütten. Ein Technikmuseum, das die Lebens- und Arbeitsbedingungen in der Glasbranche im Zeitalter der Industrialisierung dokumentiert, ist die Glashütte Gernheim. Ein weiteres historisches Beispiel ist die Glashütte Silberhütte. In Ostbayern zeugt die Glasstraße von der ehemaligen Glasindustrie im Oberpfälzer Wald und im Bayerischen Wald.
Im 19. Jahrhundert äußerten Mediziner wie Andreas Röschlaub und Anton Dorn ökologische Bedenken hinsichtlich umweltschädlicher Emissionen von Glashütten.